# The Pokémon Company
The Pokémon Company (株式会社ポケモン Kabushiki Gaisha Pokemon?, TPC) este o companie japoneză responsabilă pentru managementul de mărci, producția, publicarea, marketing-ul și licențierea francizei Pokémon, care conține jocuri video, jocuri de cărți de schimb, seriale anime de televiziune, filme, manga, produse de divertisment la domiciliu, mărfuri și alte afaceri. A fost fondată printr-o investiție comună de cele trei companii responsabile de drepturile de autor și mărci înregistrate ale Pokémon—Nintendo, Game Freak, și Creatures—concentrându-se în franciza multimedia care a devenit prea mare ca să fie operată doar de ele. A fost înființată în aprilie 1998 inițial ca să opereze magazinele Pokémon Center în Japonia înainte de a se extinde la întreaga franciză în octombrie 2000 cu redenumirea la numele său prezent. Compania are sediul în Roppongi Hills Mori Tower în Roppongi, Minato, Tokyo.
Compania are filiale separate care se ocupă de operațiuni în diferite părți ale lumii, cu The Pokémon Company International sprijinind teritoriile din afara Asiei și fiind responsabilă pentru managementul mărcii, licențiere, marketing, jocul cu cărți de schimb Pokémon și site-ul oficial Pokémon de pe teritoriile din afara Asiei inclusiv în America și Europa.
Din 2001, The Pokémon Company s-a ocupat cu publicarea tuturor jocurilor video Pokémon în Japonia, iar Nintendo se ocupă cu distribuția și co-publicarea la nivel mondial cu The Pokémon Company International. Ambele companii lucrează împreună în localizare, producție, QA și alte aspecte, în timp ce dezvoltarea este gestionată de diferite companii contractate în spin-off-uri și de Game Freak în titlurile principale. Compania este singura responsabilă pentru publicarea și acordarea de licențe a titlurilor Pokémon pentru mobil, spre deosebire de titluri pentru console în care are ajutor de la Nintendo.

## Lucrări

### Jocuri
- Lista jocurilor video Pokémon
- Lista seturilor de cărți Pokémon

### Anime
- Lista episoadelor din Pokémon
- Lista filmelor Pokémon

## Cărți
- Manga Pokémon
- Seria de cărți Pokémon Junior

### Filme live action
- Pokémon: Detectiv Pikachu